# 爆音列島
『爆音列島』（ばくおんれっとう）は、髙橋ツトムによる日本の漫画作品。『月刊アフタヌーン』（講談社）にて、2002年12月号から2013年1月号まで連載。『ヤングキング』（少年画報社）にて2016年15号から2020年7号までリバイバル連載された。2018年8月に創刊の『ヤングキングBULL』（同）創刊号の表紙を本作が飾り、新作エピソードが掲載。同誌同年10月号にも新たなエピソードが掲載された。
1980年代の東京品川区を舞台に、中野区から転校してきた主人公タカシが暴走族ZEROS（ゼロス）に入り、世間や時代に逆らいながら自分の存在意義を見出していく様を、当時の時代風俗とともに描いている。
暴走族を理想化せず、社会との軋轢や抗争の中の倦怠感、暴力団との関係などを描写しているのが特徴。作者の髙橋ツトムも青年時代に暴走族に所属していたことがあり、インタビュー記事では「自伝的作品」として扱われている。同インタビューによれば1980年代初頭の時代背景のほか、主人公の高校中退や二人の友人の事故死なども、すべて作者自身の体験に基づいて描かれているとのこと。

## あらすじ

### 前半
タカシ中学生編（1巻 - 2巻）
中学3年生の春、中野区から品川区に転校して来たタカシは同級生で不良グループのリーダー格であるマニヨンと出会い親しくなる。さらにマニヨンの友人であるミッツの兄が暴走族の幹部であり、次世代のメンバーにと勧誘を受け、中学3年の7月に暴走族「東狂連盟ZEROS」に参加。また、学内生活や他の中学の不良グループとの抗争も描かれる。
タカシ高校生編（2巻 - 7巻）
高校入学後、さまざまな暴走族との抗争や警察の取り締まりに巻き込まれていく。仲間が敵対する暴走族や警察に捕まった後に自首を果たすエピソード、後輩のボンドの登場や親友であるマニヨンの事故死などが描かれる。そして、高校1年の9月に高校中退する。

### 中盤
タカシ高校生中退後編（8巻 - 13巻）
高校中退後、ZEROSのリーダーである綾瀬の実家の運送業で下働きしながらZEROSの幹部へと成り上がって行く。各他支部の訪問や他の暴走族との抗争の数々が描かれる。

### 後半
タカシリーダー代行編（14巻 - 15巻）
綾瀬不在中のリーダー代行としての活躍の他、高校生となったボンドのいろいろな体験を描く。
タカシ鑑別所入所編（16巻 - 17巻）
タカシ自身が体験した鑑別所生活での獄房で一緒にすごした仲間と共にすごした物語。
タカシの暴走族末期編（17巻 - 18巻）
鑑別所出所から引退までのストーリーを描く。

## 登場人物

### 主要人物
加勢高志 / タカシ
この物語の主人公。ZEROS幹部で総長代行（綾瀬不在時）。はじめは黒髪だったが中学校3年の後半ごろに髪を染めてリーゼントかオールバックになる。愛車はCB400Four（ヨンフォア）。
元々ちょっとした不良であり中学2年の時、校内で喫煙していた所を教員にばれて停学処分となった。この出来事がきっかけで、中学3年となった1980年の春に中野からマニヨン・ミッツらのいる品川の笠原二中へ転入してきたところから物語は始まる。
ZEROSに入る時こそ積極的ではなかったが、参加しているうちに暴走行為に魅せられ次第にのめりこむようになる。特に親友のマニヨンを失った時期から、危険を避けることを極端に嫌う傾向を見せ始める。高校にも自分の居所を見出すことなく中退して、より一層ZEROSと暴走に執着するようになった。免許試験代を後輩にたかるなど金欠であるが働かず、シンジの母親いわく「甘えん坊の目をしている」とのこと。途中で死去してしまう、マニヨンや新美、地獄大使(岩田)などの写真をシートに挟むほど友人思いである。族族集会の翌朝、飲酒後にノーヘルで信号待ちしている所を確保され、逮捕されてしまう。その後練馬鑑別所(ネリカン)へ送られ、ZEROSから離れる。釈放後、シンジのKH250を譲り受けるが、バイク屋にて曰く付きのヨンフォアと交換する。その後最後の暴走を行い、その後ZEROSとの決別。そこで物語初頭の「こいつがあればどこへでも行ける」の伏線回収かのように海へ向かう。
そこで出会った族志望の青年にヨンフォアを授ける。集計上タカシが乗り継いだ車体は３台であり、見た目はZEROSライン、逆短風防、絞りハンドル、ヨシムラ集合管とカスタムはすべて統一されている。

#### 前半における主要人物
後藤昭司 / マニヨン
タカシの親友。物語前半の準主人公。坊主頭の巨漢で、あだ名は顔付きがクロマニヨン人に似ていることに由来。作中では「ゴリラ顔」とも称される。愛車はゴリラ。
タカシが転入した笠原二中で番長的な存在で、友人のミッツと共に最初にタカシに話しかけ、ZEROSに入るきっかけを作った。極楽との抗争ではシンヤとともに重傷を負う。彼女の大山しのぶは「類は女を呼ぶ」と証されるなどマニヨンと似た風貌。初めて友人の単車を借りて暴走に参加した翌朝の1981年9月24日、大型車にはねられ死亡。16歳没。
石川翔子 / ショウコ
タカシの転入先の同級生で彼と親しくなるごく普通の女学生。ZEROS年末集会の際に女友達と共に見学に来るなど、暴走族にも興味を示す。中学卒業後はタカシと別な高校へ行くがそれでも親しい付き合いをして来たが、父親が不良であるタカシとの交際を認めなかったため、次第に会う機会を奪われていく。最終的にはユーコの存在もあり、タカシからフラれてしまう。その後も度々街中で再会するも、進展は一切起こらなかった（ユーコと別れた後にタカシから声をかけるも、ショーコは完全に過去のことと切り捨てていた）。
ユーコ
冴子の後輩で進学せず彼女の店で働いている。タカシとは初対面の時から互いに好印象を抱き、徐々に惹かれ合っていく。暴走行為に理解を示しきれないショーコとのギクシャクした関係だったタカシを誘惑し、ショーコとの関係にピリオドを打つことを条件に正式に交際をスタートさせた。父親がいない家庭環境のため経済的に恵まれておらず、そのためヌードモデルなど怪しげなバイトをしていたり、男性関係も盛んというような、よからぬ噂が絶えなかったが、根は一途。和也からヨンフォアを買い取るのに金策に追われるタカシのために冴子から給料を前借りして渡すなど、献身的な一面も。
前に付き合っていた「カタギではない」彼氏が出所し、再会。復縁を迫られる。このことがきっかけでタカシとはすれ違うようになってしまう。最後はマニヨンと新美の死に大きなショックを受けていたタカシとは対照的にシンナーにふけっていた現場を見られてしまい、喧嘩別れすることとなる。

#### 中盤以降の主要人物
大木健悟 / ボンド
物語中盤以降の準主人公。あだ名はその名字から大木凡人に由来する。実家は葬儀屋の「大木葬儀店」。
1981年の夏、当時中学3年生でZEROSの肩書の欲しさに押し掛けで参加。柔道（小学校の時に茶帯を所得）とボクシング（以前に乱闘事件を起こしジムから破門）を習っていた経歴から、年下ながら喧嘩は相当強く、ヤクザのチンピラ2人ぐらいなら倒すことが出来る。当初は過剰な攻撃性の目立つ危うい性格であり、抗争状態に入る前の暴走族ICBLに無差別攻撃を仕掛けたため、綾瀬の逆鱗に触れたりもしたが、タカシの取り成しでZEROSに加入する。その後の仲間たちとの交流を通じて人付き合いや仲間意識といったものを学び、次第に人間的な成長も見せ始める。死亡したマニヨンと前後してタカシの相棒的なポジションに立つ。同学年の中ではリーダー的な存在で、タカシ達が引退後に総長に就任。勘違いからとはいえクミコに好意を抱き、後に交際。普段の狂犬ぶりはクミコの前ではあまり発揮されることがない。クミコが妊娠したとなると怖気付いてしまい堕ろすことを希望、クミコからは三下り半突きつけられ関係は終わった。タカシが族族集会後捕まった際、ボンドらしき人物が単車に乗っているが、定かではない。後半では、チームの方針にタカシと対立、考えがズレていく。

### ZEROS

#### 同期のメンバー
綾瀬
タカシらの代のZEROS総長。パンチパーマで眉なしのコワモテ。
中学2年の時からZEROSに参加するなど、タカシらの中でリーダー的な存在であった。後に1000人を仕切る総長を受け継ぎ、以後、極楽・紅皇帝との抗争、連盟合同の大集会など様々な修羅場にあって一貫して指導的立場を演じ続け、ZEROSの頭に相応しい人物に成長していく。タカシのことは当初見下していたが、交通機動隊への出頭後に見直し、成長著しい彼を次第に信頼できる幹部として認めるようになる。貫禄が出た後も武闘的性格は変わったわけではなく、ZEROSのカンバンを守るためならば抗争も辞さない。また、基本的に自分でバイクは運転せず、集会のときは木刀を持って誰かの後ろに乗っている。高校を三日で中退し、ZEROSの総長をやりながら父親の経営する運送屋「綾瀬商会」で働くが、1982年ごろに暴力団に加入したために集会にあまり顔を出さなくなった。ヤクザになった後は全身に刺青を入れる。
小宮光彦 / ミッツ
タカシの親友。愛車はゲラコから譲り受けたHawk II。小宮進也は実兄。
タカシが転入した笠原二中でマニヨンと共に最初にタカシに話しかけ、ZEROSに入るきっかけを作った。ZEROSに入った直後は同じ中学出身のタカシ、マニヨンと行動を共にしていた。ZEROSに参加する際も暴走行為には重きをおいておらず、兄や友人などの周囲に流されてチームに入った節があった。暴走族への熱意を持たぬまま親友のマニヨンを失い、その後シンナーを常用するようになった結果、タカシに愛想を尽かされる。その後は暴走族とも距離を置いたようで、日焼けして髪も伸ばしたサーファー風の風貌になった。
明川和也 / カズヤ
タカシらの代の幹部の一人。姉の明川冴子は桑原の彼女のため、特別扱いされている。金髪の長髪で男前。愛車は500SSマッハ III。
性格はいたってクールで一匹狼的な気質。バイクが好きで運転も上手く、ZEROSのケツ持ちを任されている。極楽との抗争の際にはチームの面子に価値観を見出さない発言をしており、他のメンバーとは違い暴走と抗争に一線を引いていた。もっとも、写真撮影の時にはカメラマンの上辺だけの友好的な態度に腹を立てて彼を蹴り飛ばしたり、抗争の時には火炎瓶を投げつけるなど、狂気も共存している。
マコ
小柄で大きなアフロヘアーが特徴。当初は暴走前にマコの家に綾瀬も含めたメンバーで集まるなど、タカシたちの代の中心の一人としての描写も多かった。バイクを持っていないためケツ乗りが中心。
新美康一
マニヨンと同じ高校に通っており、その縁でZEROSに参加（高校はその後中退し、就職していた模様）。同性愛者のようで、カズヤやマニヨンに色目をつかって気味悪がられていた。1981年9月24日の朝、マニヨンと共にバイク運転中に大型車にはねられ死亡。16歳没。
宮本真司 / シンジ
ZEROS横浜支部の男。支部で唯一の活動メンバーであり、本部に合流した際も幹部待遇。金髪を逆立てている。愛車はKH250。
人当たりが良く走りもそこそこ。ケンカの際はブルース・リーの真似をする。マニヨンを失い、ミッツとの関係も希薄化していく中で、ボンドとともにタカシの相棒としての描写が多くなっていった。ヤクザの事務所に拉致されても仲間を売らない根性を持つ。バンド活動に熱中。ジーン･シモンズにヒントを得た火を吹くパフォーマンスを得意とする（アイディアを出したのはボンド）。
桜井忠
初期は「櫻井」とも表記。タカシらの代のZEROSの幹部。長い睫毛が特徴的な整った顔立ち。愛車は明らかにはされていないが、排気音からHawk IIかと思われる。
大井方面のグループの中心人物。現役幹部の中でもかなり活動的なメンバー。
大きな邸宅に住むなど、家庭は裕福。祖母は不良や暴走族なども理解が深い人物。
磯貝
タカシらの代のZEROSの幹部で、桜井の相棒的存在。ボサボサ頭の荒くれ者風。
桜井とともに大井方面の取りまとめを担当。性格は好戦的でガサツ。集会では桜井のケツに乗っている。

#### 年上のメンバー
小宮進也 / シンヤ
ミッツの実兄。次世代のメンバーを求めて後輩であるタカシらにチームに勧誘し、彼らが参加する直接のきっかけを作った。極楽との抗争で重傷を負い入院。マニヨンから「ケンカ相手をバックドロップで路上に投げる」と語られるなど恐ろしさが描写されていたが、退院後は覇気がなくなったと言われている。引退後は静岡浜松の親戚の下で、車屋として働く。
ゲラコ
シンヤの友人。あだ名は「笑子（えみこ）」という名前を「ゲラコ」と読んだことに由来。本人も気に入ってるようで自ら名乗っている。
紅皇帝に襲われたタカシを見捨てたり、明川冴子が襲われるとわかっていて極楽を連れてくるなど、自己保身を優先することが多い。紅皇帝とのトラブルの直後に警察に逮捕され少年院に送られている。少年院から出所後に引退。
桑原
綾瀬の上の代のZEROS総長。彼女はカズヤの姉・明川冴子。
当初はZEROSの総長として描かれており、綾瀬をタカシらの代の総長に指名した。後にヤクザになり、「MK興業」に所属する。

#### 年下のメンバー
大木栄正 / ジャイアン
ボンドのいとこで同い年。あだ名は195cmの長身とジャイアント馬場に似ている容貌に由来する。
1981年の暮れごろ、非行を体験したいためにZEROSに参加する。気弱でどんくさい所があるが、いざとなれば仲間のために必死な所があった。ショッカーの抗争の際に、敵が振り向けた材木に頭部殴打され、重傷を負い戦線離脱する。その後、愛知県にあるスパルタ教育で悪名高かったオオツカヨットスクールに入塾する。しかしスパルタに耐え切れずボンドに助けを求め、バスから脱走を図った際に電柱に激突し、重傷を負う。

### 暴走族関連
石黒
暴走族「紅皇帝（レッドエンペラー）」のメンバー。タカシより年上の世代とみられ、太目の体格にスキンヘッドという強面な風貌をしていた。
タカシが中学生時代に初めてZEROSの集会に参加した際、警察に追われてゲラコと二人で公園に逃げこんだところに石黒と紅皇帝の仲間らが偶然たむろしていた。仲間らはタカシを集団暴行し、石黒はタカシの顔面にマジックペンで落書きを行って恐怖と屈辱とを与えた。
後にタカシが高校生となってZEROSと紅皇帝との抗争に参加した際、石黒が身なりを改めて焼き鳥屋で愛想よく勤務している姿をタカシとZEROSの仲間らに発見される。「自分はもう暴走族を引退して働いている。許してくれ」と懇願するが、奇しくも同じ公園へ連行されてタカシらに集団暴行を受ける。引退して社会人となった石黒は決して反撃することなく、平身低頭して「すみません」と許しを請うのみであった。
唐沢旭 （からさわ あきら）
紅皇帝の総長。長身の大男で関東暴走族の長でもある。
マニヨンと新美の1周忌の集会の際にタカシ・綾瀬が自らお願い頼んだ。綾瀬でも脅えさせるほどの存在。
安藤
極楽の総長。飄々とした性格で、常に無表情。
新宿とマニヨン達とトラブルになり、袋叩きにされた極楽の幹部の報復にマニヨンを拉致し重傷を負わせた。一年後、マニヨンと新美の1周忌の集会の際に再び登場。追悼集会の際にはラッシャー木村の真似をするなど、ひょうきんな一面も持つ。
岩田亮介 / ショッカー
横浜連合所属で、地元は鶴見。常にショッカーの覆面を被った謎の男。
所属する暴走族の名前を勝手に「サイクロン」に変えたり、自分を「地獄大使」と呼ばせたりするなど『仮面ライダー』に病的なまでに傾倒している。空手を心得とし、ボンドをノックアウトしてしまうほどの実力と、大勢に囲まれても怖気づかない度胸をもつ。タカシは彼に共感を抱き、友人になろうとするも「傷の舐め合い」として拒否。裏切り者の汚名を着せられ、組織から見捨てられた『仮面ライダー』の登場人物に自らを重ね合わせて苦悩し、単車で走り出したところ、タクシーにぶつかって即死する。

### その他
タカシの両親
共に中年齢で父は会社員、母は専業主婦。父は高卒ながらもそこそこの企業に勤めていたが、使われる身を嫌い、独立・企業を目指すも失敗し、借金だけを残し一時家族の前から姿を消していた。後に帰ってくるも、程なくして離婚することとなり、別居する。息子を野球選手にすることが夢であり、幼少時代のタカシに野球を仕込んだ。母は心配性ではあるが、基本的にタカシに甘く、非行行為にも強く叱れていない。父の失踪騒動の以前から夫婦仲は冷めており、同時に息子の非行行為にも頭を悩ませていた。
柳
城北中の番長的な存在。タカシと同学年。笠原二中の抗争で敵地であるミッツの家に仲間8人と共に乗り込むが、ミッツの兄であるシンヤが現れた際に「先輩には向けられない」と言い残し、仲間と共に立ち去る。その後、校内暴力のドキュメンタリーに出演。
オオツカ
愛知県にあるオオツカヨットスクールの校長。生徒に虐待にふさわしいスパルタ教育を行っている。
ラーメンブラザーズ
原島と、残尿と呼ばれるヒゲ面の男の二人組のヤクザ。非常に凶暴な性格のうえ薬物中毒者で、面倒を見ている組の若頭からも手を焼いていると言われるほど。
泥酔したうえ、車で故意にタカシの単車に正面衝突。さらにはシンジを拉致し、多額の現金を要求する。
矢口久美子（やぐち　くみこ）
シンジのバンドのライブで対バンとして出演した女性ボーカルの友達。初登場時は暴走族を見下す様な素振りをしていたが、タカシの啖呵から興味を持ち出す。それからはZEROSの集まりに顔を出すようになり、ボンドから集金（主に店での飲食代）係を任される。誰に対しても物怖じない性格のため、キッチリどころか多めに集金できるため仲間内から評価されている。ボンドによく懐いていたため、ボンドはその気になり、告白されるも本人はタカシのことが好きだった。しかし、ボンドの想いを受け止め交際する。パンクロックをこよなく愛し、パンクの精神を大事にしている。当初は掴みどころのないフワフワした性格だったが、ボンドと付き合ってからはしっかりした性格になり彼を尻に敷いていた。後にボンドの子を妊娠し、ボンドからは堕胎を勧められるも拒否、彼に見切りをつけ去っていった。
吉沢新一 （よしざわ しんいち）
少年鑑別所でタカシと同室になった囚人。見た目は優等生風だが強い虚言癖と妄想癖に苛まれている。周囲には妻子がいると言い、罪状は500万円相当の窃盗だと偽っているが実際は女性を付きまとった末に刺した傷害罪であった。普段から読書を嗜んでおり、自身に親しく接してきたタカシに『我が闘争』を薦めた。

## 登場する団体
ZEROS（ゼロス）
品川（荏原）を拠点とする暴走族。広域連合「東狂連盟」の中心的存在で、「品川ZEROS」は本部としての役割を果たしている。正式名称は「東狂連盟ZEROS」。暴力団「MK興業」の傘下でもある。京浜地帯を縦断するかのように勢力を広げている。中学3年生ぐらいで入隊を果たし、17歳で引退するために年齢層が若干狭く若い。
連盟の参加団体に「潮一派」・「流夜叉」・「塊」・「ルーザー」・「セバスチャン」などがある。最盛期の1977年時点では参加者1300人を数えたが、タカシらの代の1982年には1000人を切っていた。元ネタは「ZERO」。
紅皇帝（レッドエンペラー）
世田谷（三軒茶屋）を拠点とする暴走族。関東一円を仕切り、ZEROSを上回る大組織。ZEROSとは敵対関係にある。上下関係や規則が厳しく、昼間の騒音を禁止している上、中学生のメンバーは集会に参加していても単車の数の関係で先輩達を帰ってくるまで待機しなければならないケースがある。
元ネタは「BLACK卍EMPEROR」。
極楽
「笹島」（後に北千住）を本拠とする暴走族。暴走族狩りを目的とした武闘派チーム。新宿でタカシ・マニヨンが極楽との抗争を起こすきっかけを作った。1977年当時、大井埠頭でZEROS1300人相手に100人で立ち向かい引けを取らなかった武勇伝を誇っている。大音響で軍歌を流し、街頭右翼に見間違えるほど大型車で暴走する。
元ネタは「極悪」。
ヘヴンス・ジョーカー
原宿（渋谷区）および祐天寺（目黒区）を拠点とする暴走族。ZEROSとは友好関係にある。
ICBL
練馬を拠点とする暴走族。ヘヴンス・ジョーカーと対立し、ZEROSとヘブンズ・ジョーカーの連合と抗争を起こした。元ネタは「ICBM」。
苦楽牙悶（くらげもん）
羽田（大田区）を拠点とする暴走族。大田区の広域連合「太田連合」に所属。1981年11月14日に行われたZEROS主催の「後藤・新美追悼集会」に参加。
飛燕
池上（大田区）を拠点とする暴走族。大田区の広域連合「太田連合」に所属。苦楽牙悶とともに「後藤・新美追悼集会」に参加。
ROSE20
大田区の暴走族。苦楽牙悶と友好関係にあり、その縁で「後藤・新美追悼集会」に参加。ROSE20の所属する「CRF連合」は、本来「東狂連盟」とは対立関係にある。元ネタは恐らく「ROUTE20」

## 書誌情報
- 髙橋ツトム『爆音列島』講談社〈アフタヌーンKC〉、全18巻
  1. 2003年4月21日発売[4]、ISBN 4-06-314319-8
  2. 2003年10月23日発売[9]、ISBN 4-06-314333-3
  3. 2004年2月23日発売[10]、ISBN 4-06-314340-6
  4. 2004年8月23日発売[11]、ISBN 4-06-314351-1
  5. 2004年12月21日発売[12]、ISBN 4-06-314364-3
  6. 2005年6月23日発売[13]、ISBN 4-06-314377-5
  7. 2005年12月22日発売[14]、ISBN 4-06-314394-5
  8. 2006年5月23日発売[15]、ISBN 4-06-314414-3
  9. 2006年10月23日発売[16]、ISBN 4-06-314432-1
  10. 2007年2月23日発売[17]、ISBN 978-4-06-314441-3
  11. 2007年10月23日発売[18]、ISBN 978-4-06-314471-0
  12. 2008年2月22日発売[19]、ISBN 978-4-06-314493-2
  13. 2008年8月22日発売[20]、ISBN 978-4-06-314519-9
  14. 2010年1月22日発売[21][22]、ISBN 978-4-06-310612-1
  15. 2010年12月22日発売[23]、ISBN 978-4-06-310715-9
  16. 2011年7月22日発売[24]、ISBN 978-4-06-310750-0
  17. 2012年3月23日発売[25]、ISBN 978-4-06-310799-9
  18. 2012年12月21日発売[26][27]、ISBN 978-4-06-387855-4
- 髙橋ツトム『爆音列島』少年画報社〈ヤングキングコミックス〉、全9巻
  1. 2017年3月27日発売[28][29]、ISBN 978-4-7859-5979-1
  2. 2017年8月28日発売[30]、ISBN 978-4-7859-6060-5
  3. 2017年12月25日発売[31]、ISBN 978-4-7859-6139-8
  4. 2018年9月6日発売[32][33]、ISBN 978-4-7859-6299-9
  5. 2018年12月20日発売[34]、ISBN 978-4-7859-6315-6
  6. 2019年7月22日発売[35]、ISBN 978-4-7859-6478-8
  7. 2020年6月22日発売[36]、ISBN 978-4-7859-6696-6
  8. 2021年10月25日発売[37]、ISBN 978-4-7859-7017-8
  9. 2021年11月22日発売[38]、ISBN 978-4-7859-7038-3